# Pont Broadway
Le pont Broadway (anglais : Broadway Bridge) est un pont en arc à Saskatoon, dans la province de la Saskatchewan (Canada).

## Histoire
Le pont a été construit dans le cadre d'un projet de création d'emplois pendant la Grande Dépression. Il a été construit en 1932 par l'entrepreneur R.J. Arrand Construction Co. Il a été conçu par Chalmers Jack (C.J.) MacKenzie (en congé de son poste de doyen en ingénierie à l'Université de la Saskatchewan). Pour cette raison, le pont s'appelait à l'origine le pont du Doyen dans sa première période; il a été formellement nommé le pont Broadway alors qu'il relie Broadway Avenue sur la rive est avec 19e rue et 4e avenue dans le centre-ville de Saskatoon. La ville avait envisagé de changer le nom de Pont George V en l'honneur du roi.
La construction du pont a employé 1 593 hommes, qui ont travaillé en trois équipes 24 heures sur 24. C'est le pont le plus abrupt de Saskatoon, avec une pente de 4%, et le plus haut à 24 m au-dessus de la rivière. Le coût total au moment de la construction était de 850 000 $ CAD. En 1933, les lignes de tramway du chemin de fer municipal de Saskatoon ont été redirigées du pont Trafic vers le pont Broadway.